# Артыков, Раббим Зияевич
Раббим Зияевич Артыков — советский хозяйственный, государственный и политический деятель.

## Биография
Родился в 1910 году. Член КПСС.
С 1929 года — на хозяйственной, общественной и политической работе. 
В 1929—1973 гг. — комсомольский и партийный работник в Узбекской ССР, председатель Самаркандского облисполкома, на руководящих должностях в Узбекской ССР, председатель Сурхандарьинского облисполкома, первый секретарь Самаркандского райкома КП Узбекистана, заведующий Самаркандским областным отделом образования. 
Избирался депутатом Верховного Совета Узбекской ССР 4-го, 5-го созывов.
Умер после 1973 года.